# Tashedkhonsu
Tashedkhonsu (fl. X secolo a.C.) è stata una regina egizia della XXII dinastia.

## Biografia
Fu una delle spose del faraone Osorkon I e madre di uno dei suoi successori, Takelot I. È nota soprattutto grazie alla Stele di Pasenhor: vi viene menzionata col titolo di Madre del dio. Un ushabti con inscritto il nome di Tashedkhonsu fu rinvenuto nella tomba di Takelot II, suo lontano discendente.

## Titoli
- Regina consorte d'Egitto
- Madre del re